# Paul Garelli
Pour les articles homonymes, voir Garelli.
Paul Garelli, né le 23 avril 1924 à Croydon et mort le 8 juillet 2006 à Nice, est un assyriologue français, directeur de recherche au CNRS, professeur à la Sorbonne et à l'EPHE, membre de l’Académie des inscriptions et belles-lettres et professeur au Collège de France.

## Biographie
Paul Garelli est né à Croydon, près de Londres. Il passe ses premières années en Suisse et à Istanbul, où son père est directeur général de la Banque ottomane, et fait ses études supérieures à Genève puis à Paris. Il obtient une licence ès sciences économiques et en 1951 le diplôme de l'École pratique des hautes études (section des études historiques et philologiques). Il retrouvera l'EPHE en 1974 en tant que directeur d'études à la IVe section.
Paul Garelli entre en 1958 au Centre national de la recherche scientifique, où il devient maître de recherche en 1967, à la tête de la section Archéologie et histoire des pays assyro-babylonien. Il fait partie du Comité national du CNRS.
Docteur ès lettres (histoire) en 1963, il est maître de conférences puis professeur à la Sorbonne de 1967 à 1986. Il y enseigne l'histoire des peuples de l'Orient sémitique.
Paul Garelli est membre de la Société asiatique (1972) et du Comité international d’Ebla (Rome) (1977) et président du groupe François Thureau-Dangin (1975).
Il est élu en 1982 membre ordinaire de l'Académie des inscriptions et belles-lettres puis, en 1986, professeur d'assyriologie au Collège de France.

## Distinctions
- Officier de l'ordre des Arts et des Lettres
- Officier de l'ordre des Palmes académiques

## Publications
- avec Jean-Claude Gardin, « Étude des établissements assyriens en Cappadoce par ordinateur », Annales. Économies, sociétés, civilisations, 16 (1), p. 837-876, doi: 10.3406/ahess.1961.420758.
- Les Assyriens en Cappadoce, Maisonneuve, 1963
- Les Empires Mésopotamie-Israël (en coll.), 1974, rééd. 1997
- L'Assyriologie, PUF, coll. « Que sais-je ? », 1990
- Le Proche-Orient asiatique, PUF, 1997-2002 : tome 1, 1997, avec Jean-Marie Durand et Hatice Gonnet ; tome 2, 2002, avec André Lemaire